# Bourse de Téhéran
La Bourse de Téhéran (en persan : بورس اوراق بهادار تهران) est la plus importante bourse de valeurs d'Iran. Elle a ouvert en avril 1968. En  décembre 2008 y figuraient 400 sociétés avec une capitalisation d'environ 70 milliards d'euros.

## Histoire
C'est en 1936 qu'est née l'idée de créer une bourse des valeurs pour accélérer le processus d'industrialisation en Iran. La Banque Melli avait alors rédigé un rapport étudiant les différents aspects  de la création d'une bourse, ce qui prépara le projet. Le déclenchement de la Seconde Guerre mondiale et certains événements économiques et politiques qui en découlèrent retardèrent la création de la bourse jusqu'à 1967, date à laquelle fut ratifiée la Loi sur la Bourse des valeurs.
La Bourse de Téhéran ouvrit en avril 1968. Au début, on n'échangeait que des obligations du gouvernement et certains certificats garantis par l'État. Pendant les années 1970, la demande en capital fit monter la demande en actions. Dans le même temps, des changements institutionnels comme le transfert d'actions de sociétés publiques et de grandes sociétés privées familiales vers les employés et vers le secteur privé provoquèrent l'expansion de l'activité du marché boursier.
La restructuration économique qui suivit la révolution iranienne de 1979 renforça le contrôle du secteur public sur l'économie et réduisit la demande en capitaux privés. Durant cette période, l'interdiction d'obligations portant intérêt les fit disparaître du marché. Ceci provoqua une période d'inactivité à la Bourse. En 1989, elle fut relancée par la revitalisation du secteur privé (privatisations d'entreprises nationales et promotion de l'activité économique du secteur privé grâce au premier Plan national de développement en cinq ans). Depuis, la Bourse n'a cessé de progresser.

## Structure
Le  Conseil de la Bourse de Téhéran est la plus haute autorité boursière. Des personnalités de l'État et des représentants et spécialistes du secteur privé sont membres du Conseil. Le gouverneur de la Banque Centrale, la Banque Markazi Iran préside le Conseil. Les autres organes constituants sont le Comité d'acceptation, le Bureau d'arbitrage et l'Organisation des agents de change. Le Conseil de direction de ce dernier est la plus haute autorité décidant de la politique à suivre et nomme le secrétaire-général en tant que PDG pour une période de deux ans. Une reconduction de fonctions est possible sans restriction. Le secrétaire-général est assisté de deux adjoints : un pour les affaires économiques et techniques et un second  pour la finance et l'administration.

## Opérations
Les échanges se font à partir d'ordres émis par les agents. La Bourse fonctionne de 09h00 à 12h30, du samedi au mercredi — le vendredi est le jour de repos musulman. Un CDS fonctionne à la Bourse et la compensation est automatisée. La Société de services de la Bourse gère le site informatique et fournit des services informatisés. La Bourse traite surtout  des valeurs présentées par des compagnies cotées. L'introduction de certificats de participation basés sur des projets comportant un retour annuel fixe durant la période du projet et garantissant le règlement final du profit à  date échue a diversifié le marché. La Bourse est membre de la Fédération internationale des bourses de valeurs, membre fondateur de la Fédération des bourses d'Europe et d'Asie. La Bourse est aussi membre de l'ANNA.

## Performance
De 2000 à 2005, la bourse de Téhéran a étonné et fasciné les analystes financiers du monde entier. Alors que les indices globaux des cinq bourses majeures (New York, Londres, Paris, Francfort, Tokyo) plongèrent de 40 à 70 % entre mars 2001 et avril 2003, l'indice Tepix de la bourse a propulsé la tendance vers le haut avec une croissance de près de 80 %, si bien que certains gourous de la finance ont suggéré que la bourse de Téhéran est vraiment la place idéale.

## Le plafond historique de la Bourse a été dépassé.
L'indice général de la Bourse, dans les premières minutes de la séance d'aujourd'hui, a augmenté de plus de 16 000 points, dépassant son plafond historique pour atteindre 2 559 000 points. (Samedi, 14 décembre 2024)